# Taiji Nishitani
Taiji Nishitani (jap. 西谷 泰治, Nishitani Taiji; * 1. Februar 1981) ist ein ehemaliger japanischer Radrennfahrer.
Taiji Nishitani gewann schon 2003 zwei Etappen bei der Hokkaido-Rundfahrt. Bei der Tour of South China Sea 2005 wurde er einmal Etappenzweiter und einmal Dritter. In der Gesamtwertung belegte er am Ende den vierten Platz. Seit 2006 fährt er für das Aisan Racing Team. In diesem Jahr gewann er eine Etappe bei der Hokkaido-Rundfahrt und wurde einmal Etappenzweiter. So konnte er die Gesamtwertung der Rundfahrt für sich entscheiden. Bei den Asienspielen in Doha gewann Nishitani die Silbermedaille in der Einerverfolgung auf der Bahn.
2009 wurde Nishitani japanischer Meister im Straßenrennen. 2012 errang er bei den Asiatischen Radsportmeisterschaften in Kuala Lumpur die Bronzemedaille im Straßenrennen.
Ende der Saison 2014 beendete er seine Karriere.

## Erfolge

### Straße
2003
- Prolog und eine Etappe Tour de Hokkaidō

2004
- Prolog und zwei Etappen Tour de Hokkaidō

2006
- Gesamtwertung und eine Etappe Tour de Hokkaidō

2007
- eine Etappe Tour de Hokkaidō
- zwei Etappen Tour of South China Sea

2008
- eine Etappe Tour of East Java
- eine Etappe Tour de Hokkaidō

2009
- Japanischer Meister – Straßenrennen
- eine Etappe Jelajah Malaysia
- eine Etappe Tour de Singkarak

2010
- eine Etappe Tour de Langkawi
- Prolog Tour de Hokkaidō

2011
- eine Etappe Tour de Taiwan
- eine Etappe Tour de Kumano

2012

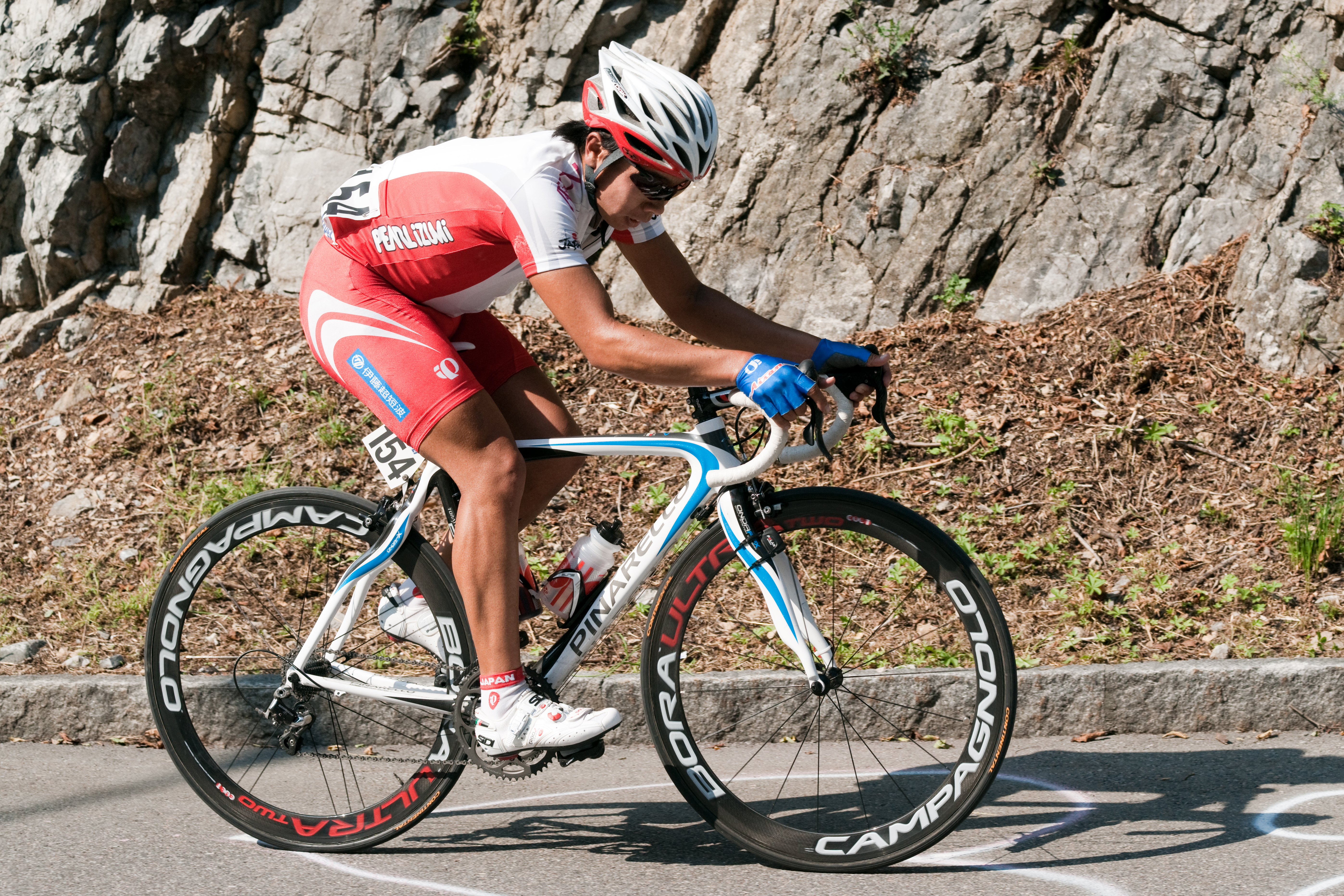
Nishitani bei den Straßenweltmeisterschaften 2009

- Asiatische Meisterschaft – Straßenrennen
- eine Etappe Tour of Japan
- eine Etappe Tour of China

2013
- zwei Etappen Tour of Japan

2014
- eine Etappe Tour of Thailand

### Bahn
2006
- Asienspiele – Einerverfolgung

## Teams
- 2006 Aisan Racing
- 2007 Aisan Racing Team
- 2008 Aisan Racing Team
- 2009 Aisan Racing Team
- 2010 Aisan Racing Team
- 2011 Aisan Racing Team
- 2012 Aisan Racing Team
- 2013 Aisan Racing Team
- 2014 Aisan Racing Team